# Охленберг
Охленберг (нем. Ochlenberg) — коммуна в Швейцарии, в кантоне Берн. 
Входит в состав округа Ванген. Население составляет 611 человек (на 31 декабря 2006 года). Официальный код — 0985.